# Cassette Beasts
Cassette Beasts es un videojuego de rol desarrollado por Bytten Studio y publicado por Raw Fury. Se lanzó para PC el 26 de abril de 2023 y está previsto que se lance para Xbox Series X/S, Xbox One y Nintendo Switch el 25 de mayo de 2023. Se lanzó simultáneamente en Xbox Game Pass el día de su fecha de lanzamiento para PC.
El juego está inspirado en la serie de videojuegos Pokémon y sigue el progreso del jugador mientras se transforma en bestias usando un reproductor de casetes mientras intenta regresar a su hogar. Cassette Beasts recibió críticas positivas de los críticos, quienes comentaron positivamente sobre su complejidad en comparación con Pokémon.

## Modo de juego
Cassette Beasts es un juego de domesticación de monstruos que tiene varias similitudes con la serie de videojuegos Pokémon. El juego se juega en una vista en tercera persona, perspectiva aérea y consta de tres pantallas básicas: un supramundo en la isla de New Wirral, donde el jugador fue transportado; una pantalla de batalla de vista lateral; y una interfaz de menú en forma de reproductor de casetes, donde el jugador puede configurar sus bestias, elementos y configuraciones.
El jugador puede usar sus bestias para luchar contra otras bestias. Inicialmente, el juego ofrece la opción entre «espeluznante o dulce» para su primera elección de bestia y, a diferencia de Pokémon , el personaje principal puede transformarse en bestias para luchar. El juego evita el formato de encuentros aleatorios de los primeros juegos de Pokémon y todas las bestias son visibles en el supramundo. Durante las batallas, cada bestia puede usar ataques que se asignan con calcomanías, que se pueden transferir entre diferentes bestias. Las bestias tienen puntos de salud que determinan si se pueden usar, y el personaje del jugador tiene su propia barra de salud, que una vez que llega a cero, significa que el jugador es enviado de regreso a Harbourtown. El jugador recibe puntos de experiencia en lugar de las bestias, lo que significa que los jugadores proporcionan estadísticas básicas a las que luego se suman las bestias, lo que brinda libertad para probar diferentes configuraciones.
Grabar bestias de la isla es una parte integral del juego.  El combate usa una serie de desventajas y piensa de manera crítica sobre cómo reaccionarían los diferentes elementos entre sí al usar diferentes movimientos. Diferentes monstruos tienen diferentes ataques de estado y fortalezas y debilidades elementales, lo que puede tener consecuencias de gran alcance (por ejemplo, un ataque de tipo rayo vitrificará a un monstruo de tipo tierra, convirtiéndolo en uno de tipo vidrio). Cualquiera de los monstruos del juego puede «fusionarse» durante el combate temporalmente en otro monstruo. Hay 120 monstruos que aparecen en el juego, pero también hay más de 14 000 fusiones.
New Wirral, el supramundo del juego, es un mundo abierto. Grabar ciertos tipos de monstruos le da al personaje del jugador más movimientos que puede usar fuera del combate para explorar la isla. El jugador puede recibir misiones de personas en Harbourtown y también puede recibir consejos sobre dónde ir a continuación. El jugador también puede encontrar cofres y acertijos ocultos caminando por el mundo abierto y tropezándose con ellos. El juego incluye un modo de muerte permanente (similar a las reglas de Pokémon Nuzlocke), donde las bestias que son derrotadas mueren permanentemente en el juego, y un mapa aleatorio, para aumentar la capacidad de rejugabilidad.
La trama del juego sigue al personaje del jugador cuando se despierta en la playa de New Wirral, a la que fue transportado desde la Tierra. El personaje del jugador intenta regresar a su hogar mientras otras personas varadas que también están atrapadas en la isla lo ayudan. El jugador se encuentra con varios compañeros durante el juego y puede fortalecer su relación con ellos luchando junto a ellos, completando sus misiones y hablando con ellos en una fogata mientras descansa. Las misiones en el juego incluyen derrotar a todos los Capitanes Ranger, que son similares a los líderes de los gimnasios Pokémon, y una misión personal para la compañera Kayleigh, que implica enfrentarse a un culto del que ella había formado parte anteriormente. El juego incluye un sistema de clasificación de amistad que es similar (pero más simple) que el empleado en la serie de videojuegos Persona, y el jugador puede entablar un romance simple con sus compañeros.

## Desarrollo
Cassette Beasts fue desarrollado por Bytten Studio, con sede en el Reino Unido, una compañía de dos empleados a tiempo completo, Jay Baylis y Tom Coxon. Ambos miembros del equipo tenían experiencia previa trabajando en Chucklefish y habían trabajado tanto en Wargroove como en Starbound entre otros juegos. También tenían un animador, un ilustrador de personajes y un músico (el hermano de Jay, Joel) que trabajaban en el desarrollo del juego a tiempo parcial. Baylis y Coxon diseñaron el juego para los adultos que crecieron con Pokémon y pueden estar buscando una historia más profunda y una mecánica de juego más compleja. Para crear las 14 000 fusiones posibles en el juego, los desarrolladores hicieron que los monstruos fueran modulares, lo que permitió que el juego combinara automáticamente las partes. El combate en el juego se inspiró en Final Fantasy y Dragon Quest, específicamente los aspectos donde los efectos de estado pueden detener el impulso en la batalla. La trama del juego se inspira en isekai, donde el personaje principal es transportado en un portal a otra dimensión, pero tuerce las convenciones del género al hacer que todos los presentes también hayan sido transportados a la isla de manera similar. En una entrevista, Baylis dijo que este enfoque de la trama les permitió poner el foco en las personas que estaban presentes.
El juego se desarrolló utilizando el motor de videojuego Godot debido a la eficiencia de su flujo de trabajo, y Coxon señaló que sin él, no podrían haber desarrollado el juego por sí mismos. El uso del motor Godot dificultó la migración del juego a consolas. El juego se lanzó simultáneamente en Xbox Game Pass el día de su lanzamiento.

## Recepción
El juego ha recibido críticas positivas de los críticos de Metacritic. GamesRadar+ notó que los comentarios de los usuarios sobre Steam fueron extremadamente positivos, y los usuarios elogiaron el juego por su bajo precio y lo compararon positivamente con Pokémon.
Varios críticos sintieron que el juego era una mejora de la serie de videojuegos Pokémon. Caelyn Ellis de Eurogamer dijo que amaba Cassette Beasts mientras que solo le gustaba Pokémon, y sintió que era como una canción remezclada que era mejor que la original. Des Miller de RPG Fan sintió que la inspiración Pokémon del juego era obvia, pero que era único debido a «su estética, diseño y, lo que es más importante, su corazón». Katharine Castle de Rock, Paper, Shotgun señaló que era un juego de Pokémon para adultos y lo describió como una «vástago evolutivo» de la serie. Ellis estuvo de acuerdo con el sentimiento de Castle y dijo: «De todas las desviaciones de la fórmula Pokémon estándar, la que más aprecio es que Cassette Beasts no está obligada a atender a los niños más pequeños».
El estilo gráfico y musical del juego fue generalmente elogiado por la crítica. Miller calificó el diseño del juego como «sorprendente» y señaló que el arte de píxeles «brilla» en las batallas, pero también señaló que a veces puede ser difícil ver la información debido a la paleta de colores del juego. Ellis elogió la música del juego en particular, calificándola de «absolutamente encantadora» y destacando los temas musicales cambiantes que cambian entre una versión vocal e instrumental al entrar y salir de los edificios. Miller estuvo de acuerdo con Ellis y calificó el diseño de sonido como «de primera categoría». Ben Sledge de The Gamer dijo que le «gustaban los diseños» de las bestias, pero que no se sentía tan bien con las fusiones, muchas de las cuales estaban diseñadas por IA.